# Bonnemain

Bonnemain este o comună în departamentul Ille-et-Vilaine, Franța. În 1 ianuarie 2022 avea o populație de 1.533 de locuitori.